# MUSIC FLIGHT
American Airlines Music Flight（アメリカン・エアラインズ・ミュージック・フライト）は、2016年9月3日から2017年3月25日までJ-WAVEで放送していたラジオ番組である。提供は、アメリカン航空。

## 概要
- 形式的には「ANA WORLD AIR CURRENT」と似ているが、こちらはアメリカン航空が就航している北米・中南米の都市にターゲットを絞り、毎週ゲストを迎え、その土地・音楽・人との出会いなどについて深く掘り下げていく。
- 放送されたゲストとのトークは、相当部分が書き起こされ番組公式サイトに掲載された。

## 放送時間
- 土曜 21:00-21:54

## ナビゲーター
- Sascha